# Halo (álbum)
Halo es el séptimo álbum de estudio de la cantante y compositora Argentina Juana Molina, lanzado el 5 de mayo de 2017 por Crammed Discos.

## Título y carátula
El título Halo es una referencia a la leyenda del folclore argentino, que se refiere al fuego fatuo, conocida como la "luz mala", la cual supuestamente flota por encima de la tierra donde los huesos están enterrados.

## Recepción crítica
Halo recibió aclamación de los críticos. En Metacritic, el cual asigna un índice normalizado de 100, el álbum recibió una puntuación mediana de 84, basado en 13 reseñas. Robin Denselow The Guardian le dio al álbum una revisión positiva, escribiendo: "hay melodías vigorosas en la tranquilamente encantadora "Cosoco" y en "Cálculos y oráculos", pero incluso una canción aparentemente convencional es pronto transformada en raros e interesantes paisajes sonoros desbaratados."

## Premios
En The Village Voice Pazz & Jop, una encuesta con respecto a los mejores álbumes del año votada por más de 400 críticos americanos, Halo estuvo número 97 con 78 puntos.
| Publicación        | Lista                                | Rango | Ref.   |
| ------------------ | ------------------------------------ | ----- | ------ |
| Allmusic           | Más de 2017                          | *     | [ 16 ] |
| Bandcamp Daily     | Los Álbumes Mejores de 2017          | 23    | [ 17 ] |
| Drowned in sound   | Álbumes favoritos de 2017            | 10    | [ 18 ] |
| The Guardian       | Los Álbumes Mejores de 2017          | 34    | [ 19 ] |
| Les Inrockuptibles | Más de Musique 2017                  | 51    | [ 20 ] |
| Stereogum          | 50 Álbumes Mejores de 2017 Tan Lejos | 35    | [ 21 ] |
| Uncut              | Liberaciones mejores de 2017         | 17    | [ 22 ] |
| The Village Voice  | Pazz & Jop                           | 97    | [ 23 ] |
| The Vinyl Factory  | 20 Álbumes Mejores de 2017 Tan Lejos | *     | [ 24 ] |
| The Wire           | Liberaciones mejores de 2017         | 26    | [ 25 ] |

## Lista de canciones
Todas las canciones escritas y compuestas por Juana Molina. 
| N.º | Título                | Duración |  |
| 1.  | «Paraguaya»           | 3:44     |  |
| 2.  | «Sin dones»           | 5:41     |  |
| 3.  | «Lentísimo halo»      | 5:24     |  |
| 4.  | «In the Lassa»        | 4:39     |  |
| 5.  | «Cosoco»              | 4:58     |  |
| 6.  | «Cálculos y oráculos» | 4:47     |  |
| 7.  | «Los pies helados»    | 5:23     |  |
| 8.  | «A00 B01»             | 4:30     |  |
| 9.  | «Cara de espejo»      | 5:03     |  |
| 10. | «Andó»                | 3:50     |  |
| 11. | «Estalacticas»        | 4:53     |  |
| 12. | «Al oeste»            | 3:38     |  |